# Sex Gang Children
I Sex Gang Children furono un gruppo gothic rock britannico, formatosi nel 1981 e scioltosi nel 1984.

## Storia del gruppo
I Sex Gang Children si formarono a Londra nel 1981, guidati dal cantante Andi Sexgang (al secolo Andreas McElligott).
La band tenne il suo primo concerto sotto il nome di Panic Button, con una formazione in cui figuravano Andy Hayward (voce), Dave Roberts (basso), Terry Mc Leay (chitarra) e Rob Stroud (batteria).
Il nome "Sex Gang Children" fu tratto da una novella di William Burroughs su idea di Malcolm McLaren, come possibile nome per la futura band Bow Wow Wow; in seguito anche Boy George, persuaso dallo stesso Hayward, pensò di chiamare così la sua band, nella quale però il batterista Jon Moss suggerì di accantonarlo in favore del nome "Culture Club": fu allora che Hayward decise di usarlo per il suo gruppo, soprannominandosi Andi Sexgang.
La band si contraddistinse subito per il sound cupo e tribale e la teatralità macabra da cabaret oscuro, conferitole dalla voce acida del leader, rendendola tra le più importanti della scena Batcave dei primi anni ottanta, influenzando più in generale anche l'estetica del movimento dark di quel periodo.
Dopo una serie di live arrivarono i primi singoli nel 1982, "Beasts" e "Into the Abyss", mentre il loro album di debutto, "Song and Legend", arrivò nel 1983 (da cui fu estratto il singolo "Sebastiane"). In seguito Andi registrò con Marc Almond il brano "The Hungry Years" per la compilation "The Whip", che includeva anche un contributo del bassista Dave Roberts. Successivamente i componenti della prima formazione uscirono dalla band, che ne reclutò altri di volta in volta, come i batteristi dei Death Cult-The Cult Nigel Preston (già Theatre of Hate) e Ray Mondo (che compare nel live Ecstacy And Vendetta In New York); dopo i singoli "Mauritia Mayer" e "Dieche", la band si sciolse.
Andi intraprese una carriera solista (rinominando la sua band di supporto come "Quick Gas Gang"), con gli LP "Blind!" del 1985 (poi ripubblicato con due nuovi brani nel 1992 a nome Sex Gang Children) e "Arco Valley" del 1988; nel 1986 registra a nome "Dirty Roseanne" un EP omonimo con l'italiano Piero Balleggi. Nel 1992 si riunisce a Dave Roberts per registrare l'album "Medea" (1993). Nel 2002 la band pubblica l'ultimo album, "Bastard Art".

## Discografia

### Album
- 1983 - Song and Legend
- 1985 - Blind
- 1993 - Dieche
- 1993 - Medea
- 2000 - The Wrath Of God - A Tribute To The Life And Works Of WERNER HERZOG
- 2002 - Bastard Art

### EP
- 1982 - Beasts
- 1983 - Sebastiane

### Live
- 1982 - Naked 1982
- 1983 - Live (1983)
- 1984 - Ecstacy And Vendetta In New York
- 1992 - Play With Children
- 1996 - Live In Paris '84

### Raccolte
- 1997 - Shout and Scream
- 1999 - Pop Up
- 2000 - Demostration!
- 2001 - Fall: The Complete Singles
- 2004 - Execution & Elegance: The Anthology 1982-2002